# Zeuctoboarmia translata
Zeuctoboarmia translata là một loài bướm đêm trong họ Geometridae.